# La Cage (Jean-Michel Jarre)
Pour les articles homonymes, voir Cage (homonymie).
Singles de Jean-Michel Jarre
Deserted Palace
(1972)
La Cage est un single du compositeur de musique électronique français Jean-Michel Jarre, enregistré en 1969 et sorti chez Pathé Marconi en 1971.

## Historique
Composée de sons hétéroclites de scie musicale, de guitare électrique enregistrée à l'envers, de batterie (jouée par Jean-Pierre Monleau), de crécelle, de cuiller en bois, de synthétiseurs et de cris féminin, La Cage fut enregistré en 1969 à l'époque où Jarre faisait partie du Groupe de recherches musicales (GRM), mais ne sortira qu'en single deux années plus tard, édité chez Pathé Marconi.
Le single passera carrément inaperçu puisqu'il ne sera vendu qu'à 117 exemplaires.
C'est aujourd'hui une pièce de collection très recherchée et a été réédité avec le numéro 96 Electronic Sound.

## Liste des titres
- Face A : La Cage - 3 min 25 s
- Face B : Erosmachine - 3 min 00 s